# Rosbank
Die Rosbank (russisch Росба́нк) ist ein russisches Kreditinstitut mit Hauptsitz in Moskau.
Sie wurde im Jahre 1992 als Nezavisimost von sechs Finanzinstituten gegründet und im Jahre 1998 in die Interros-Gruppe integriert. Durch Übernahme der Bankengruppe OBK im Jahre 2003 wurde die Rosbank zu einem der größten Kreditinstitute Russlands gemessen an der Bilanzsumme. Diese betrug mit dem Stand vom 1. April 2008 567.343 Mio. Rubel.  Die französische Bank Société Générale wurde bereits im September 2006 mit einem Anteil von 20 Prozent zum größten Aktionär der Rosbank. Der Anteil wurde im Februar  2008 auf 50 Prozent plus eine Aktie aufgestockt und somit die Mehrheit der Rosbank übernommen. Im Juni 2012 hielt die Société Générale einen Eigentümeranteil von 82,4 %.
Nach eigenen Angaben verfügt die Bank über ein Filialnetz von über 600 Niederlassungen in 71 Regionen Russlands, über das sie alle Bank- und Finanzdienstleistungen an Privat- und Geschäftskunden bietet. Die Rosbank hat über 3 Millionen Privatkunden, über 60.000 Kunden in mittelständischen Betrieben und über 7.000 Kunden in großen Betrieben. Für das Geschäftsjahr 2012 wies die Bank eine Bilanzsumme von umgerechnet 25,3 Milliarden US-$ aus.
Im Mai 2013 wurde der CEO der Rosbank, Vladimir Golubkow, von Einheiten des russischen Innenministeriums bei einer fingierten Geldübergabe festgenommen. Auch die Senior-Vizepräsidentin des Finanzinstituts wurde in Gewahrsam genommen. Ihnen wurden Entgegennahme von Bestechungsgeldern sowie Korruption vorgeworfen. Am 27. Mai 2013 wurde Golubkow von seiner Funktion als CEO entbunden und fristlos entlassen.
Eigentümeranteile im Juni 2012:
- 82,4 % Société Générale
- 17,6 % INTERROS Holding, VTB Capital und Streubesitz

Im April 2022 kaufte Wladimir Olegowitsch Potanin Rosbank von Société Générale. Im Dezember 2022 setzte die Regierung der Vereinigten Staaten die Rosbank auf eine Sanktionsliste.